# 大水田乡 (辰溪县)
大水田乡，是中华人民共和国湖南省怀化市辰溪县下辖的一个乡镇级行政单位。

## 行政区划
大水田乡下辖以下地区：
杉木溪村、岩屋塘村、道光溪村、茅坡田村、茶田垅村、云田垅村、土桥村、鸬鹚村、永安庄村、硝泥田村、中庄村、石家垅村、麻园冲村、社塘村、巫山村、活水村和大水田村。